# Kazimierz Paździor
Kazimierz Sylwester Paździor (Radom, 4 maart 1935 – Wrocław, 24 juni 2010) was een Pools bokser. Paździor won goud op de Olympische Zomerspelen 1960 in de gewichtsklasse lichtgewicht. In 1990 won hij de Aleksander Reksza Boxing Award.